# Faktakalendern
Faktakalendern är en svensk almanacka och årsbok.
Faktakalendern innehåller kalendariska och statistiska uppgifter inom områden som geografi, historia, idrott, musik och astronomi samt enstaka längre texter i olika ämnen olika år. Den har getts ut årligen i september sedan 1969 av Åhlén & Åkerlunds förlag, numera Semic.
Britt Gynther och Stig Carlsson har varit redaktörer för Faktakalendern sedan 1988. Faktakalendern 2010 såldes i 56 000 exemplar.